# Истребительный батальон

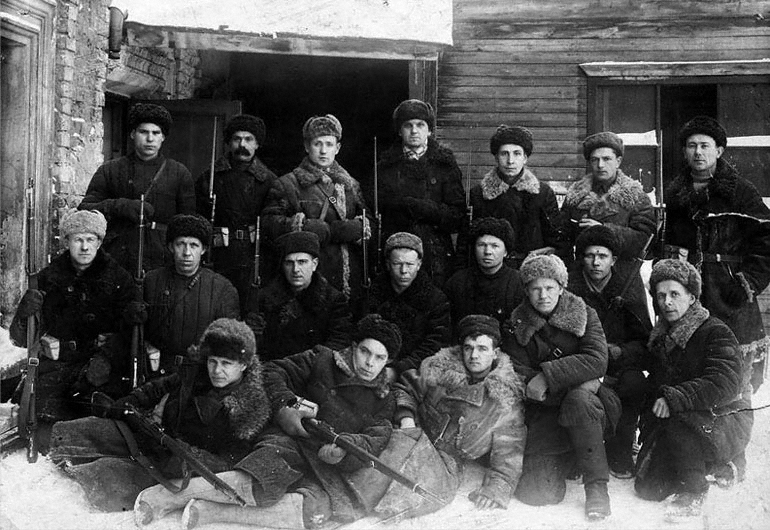
Группа командиров и бойцов истребительного батальона Тульского отдела НКВД на охране Государственного союзного первого оружейного завода, 1941 год.

Истребительный батальон — военизированное добровольческое формирование советских граждан, способных владеть оружием, состоявшее в первую очередь из партийных, хозяйственных, комсомольских и профсоюзных активистов, трудящихся, не подлежавших первоочередному призыву в Вооружённые силы СССР, во время Великой Отечественной войны для борьбы с диверсантами, парашютистами, шпионами, ставленниками и пособниками гитлеровской Германии, а также с дезертирами, бандитизмом, спекулянтами и мародёрами, то есть поддержания государственного, внутреннего и общественного порядка в период режима военного времени в тылу Красной армии и флота.
Общее руководство истребительными батальонами было возложено на заместителя председателя Совета народных комиссаров СССР наркома внутренних дел Л. П. Берию, Центральный штаб истребительных батальонов при НКВД СССР и оперативные группы (специальные штабы) при управлениях НКВД (УНКВД) областей.
Начальниками (в литературе встречается — командирами) истребительных батальонов назначались работники советов, руководители предприятий и организаций, оперативные работники НКВД и милиции.
Начальники истребительных батальонов выделяли в районе деятельности руководимого ими истребительного батальона наиболее важные объекты народного хозяйства СССР, как то: промышленные предприятия, железнодорожные сооружения, электростанции, мосты и другие объекты, которые могли быть подвергнуты нападению со стороны парашютных десантов и диверсантов нацистской Германии, и принимали необходимые меры для усиления охраны и наблюдения за этими объектами.
Личный состав истребительных батальонов (за исключением освобождённых) нёс службу без отрыва от работы на производстве. На период рабочего времени личного состава истб руководством предприятий и организаций были разработаны схемы сбора личного состава по тревоге. Для большей оперативности часть личного состава (из числа бойцов батальонов, отработавших смену на предприятиях) была переведена на казарменное положение. На время выполнения специальных заданий или несения караула по охране объектов личный состав мог освобождаться от основной работы.
Полное наименование: «Истребительный батальон (название города, района или уезда) отдела НКВД».

## История
Мы должны организовать беспощадную борьбу со всякими дезорганизаторами тыла, дезертирами, паникерами, распространителями слухов, уничтожать шпионов, диверсантов, вражеских парашютистов, оказывая во всем этом быстрое содействие нашим истребительным батальонам.— Выступление И. В. Сталина по радио 3 июля 1941 года.
Созданы постановлением Совета народных комиссаров СССР от 24 июня 1941 года «О мероприятиях по борьбе с парашютными десантами и диверсантами противника в прифронтовой полосе».
Предназначались для охраны военных объектов и для борьбы с диверсионными, парашютно-десантными группами противника на территории Ленинградской, Мурманской, Калининской областях Карело-Финской республики, Украины, Белоруссии, Эстонской, Латвийской, Литовской и Молдавской ССР, Крымской автономной республики, Ростовской области, Краснодарского края, западной части Грузинской ССР, а по ходу продвижения фронта вглубь страны — и в других регионах.
К концу июля 1941 года в СССР было создано 1755 истребительных батальонов (численностью от 100—200 до 500 человек) и 300 тыс. групп содействия истребительным батальонам.
В течение 1941 года в действующую армию было направлено 1350 батальонов (свыше 250 тыс. чел.), свыше 25 тыс. бойцов стали партизанами.
На территории РСФСР было создано свыше 1000 батальонов, на территории Украинской ССР — 657, на территории Белорусской ССР — 78, на территории Молдавской ССР — 63, также они создавались на территории Карелии, прибалтийских и закавказских республик.
На территории Карело-Финской ССР в период до 7 июля 1941 года было создано 38 истребительных батальонов, личный состав которых стал основой первых партизанских отрядов.
На территории Эстонской ССР в течение 1941 года было создано 16 истребительных батальонов.
На территории Ленинградской области был сформирован истребительный полк УНКВД ЛО.

… на территории Еврейской автономной области за время с 1941 по 1944 гг. было сформировано 11 истребительных батальонов с общей численностью 1600 человек— Докладная записка «О деятельности истребительных батальонов управления НКВД по Еврейской автономной области с момента их формирования (1941 — 1944 гг.)» начальника управления НКВД по ЕАО, подполковника госбезопасности Григорьева
На различных территориях СССР истб в соответствии с обстановкой на театре военных действий входили в состав РККА, войск НКВД или расформировывались. Личный состав батальонов уходил добровольцами или по призыву в действующую армию, зачислялся в ряды городских, районных и уездных отделов милиции и так далее. По сути истребительные батальоны были учебным резервом для кадрового обеспечения соединений и частей РККА, РККФ, пограничных и внутренних войск, партизанских отрядов, дивизии народного ополчения, частей особого назначения и милиции.

## Руководство
Общее руководство истребительными батальонами было возложено на заместителя председателя СНК СССР наркома внутренних дел Л. Берию, Центральный штаб истребительных батальонов при НКВД СССР и оперативные группы (специальные штабы) при управлениях НКВД (УНКВД) областей. Начальниками истребительных батальонов назначались надёжные оперативные работники НКВД и милиции.
Многие истребительные батальоны до конца войны сохраняли двойную подчинённость: структурам НКВД на местах и местным комитетам ВКП(б), поэтому нередко возникали конфликтные ситуации, которые приводили к частой смене руководства батальонов, различного понимания их задач на том или ином этапе войны.

## Тип
Истребительные батальоны были
- городского отдела НКВД;
- районного отдела НКВД;
- уездного отдела НКВД.

Центральный штаб истребительных батальонов действовал при НКВД СССР, оперативные группы (специальные штабы) — при управлениях НКВД (УНКВД) областей. Истребительные батальоны делились на роты и взводы.

## Вооружение и оснащение
Каждый истребительный батальон городского, районного и уездного отдела НКВД вооружался, по заявкам НКВД, двумя ручными пулемётами, винтовками, револьверами и, при возможности, гранатами. Но так как современного оружия не хватало на фронте, то на вооружение истребительных батальонов поступало всё, что могло быть использовано, — винтовки старых образцов различных стран, шашки казачьего образца и другое холодное оружие, ручные английские пулемёты «Льюис», карабины «Маузер» (польское трофейное имущество), бутылки с зажигательной смесью, обмундирование не полагалось (кроме истребительных батальонов УНКВД Московской области). Руководство на местах решало задачи вооружения батальонов самостоятельно.
Истребительным батальонам предоставлялось право использования в необходимых случаях всех видов местной связи, транспорта (автомашины, мотоциклы, велосипеды, лошади и подводы).

## Комплектование личным составом
… в отряды должны подбираться проверенные по деловым и политическим качествам товарищи, не идущие сейчас в ряды армии. Отобранные в отряды должны сводиться в отделения, взводы, роты, батальоны по образцу Красной Армии, с которыми немедленно начать военную подготовку по программе, имеющейся в райкомах.

Задача отрядов — обеспечение спокойствия в районе, охрана линии связи, железной дороги и важных промышленных объектов, а также борьба с парашютными десантами и диверсионными группами— Государственный архив Мурманской области (ГАМО), ф. П-1, оп. 1, д. 397, л. 87
На территории Москвы и Московской области в обязанности истребительных батальонов также входило несение патрульной службы и оказание содействия органам милиции в поддержании общественного порядка во время воздушной тревоги.
Личный состав батальонов формировался из тех, кто не подлежал обязательной мобилизации. Батальоны направлялись на передовую, в места прорыва противником линии фронта, а также на уничтожение немецких диверсантов и банд в советском тылу.

В настоящем прошу принять меня в истребительный батальон, так как я желаю защищать нашу Родину от фашистских диверсантов, буду биться до последней капли крови, не жалея своей жизни, и буду выполнять все поручения, а потому прошу не отказать в моей просьбе.— Григорий Иванович Кручинин, рабочий Оштинского района Вологодской области
Начальниками (командирами) батальонов назначались, как правило, сотрудники НКВД или руководители местных структур ВКП(б) (секретарей райкомов и выше).
В каждом административном районе формировался истребительный батальон.

## Правовая основа
- Постановление Совета Народных Комиссаров СССР от 24.06.1941 года № 1738-746сс «О мероприятиях по борьбе с парашютными десантами и диверсантами противника в прифронтовой полосе»;
- Постановление Совета Народных Комиссаров СССР «Об охране предприятий и учреждений и создания истребительных батальонов» — (Данного постановления в действительности не существовало. Подробно см.: Цыпленков К. Тайна двух постановлений // Старый Цейхгауз. 2009. № 31. .) С. 55-56
- Приказ Народного комиссара внутренних дел № 00804, от 25 июня 1941 года «Во исполнение постановления Совета Народных Комиссаров Союза ССР от 24 июня 1941 г. „О мероприятиях по борьбе с парашютными десантами и диверсантами противника в прифронтовой полосе“»[7].
- Приказ НКВД СССР № 001344 от 21 сентября 1941 года.
- Директива НКВД СССР № 263 от 12 июля 1941 года, которой предписывалось органам внутренних дел на местах, «командирам частей войск НКВД, охраняющих железнодорожные сооружения, и начальникам истребительных батальонов обратить особое внимание на организацию тщательного наблюдения за высадкой в районах железнодорожных узлов и сооружений парашютных десантов противника, для чего создать широкую сеть групп содействия (путевые обходчики, ремонтные рабочие, работники железнодорожной связи, стрелочники и служащие промежуточных станций, разъездов и блокпостов). на местах об усилении борьбы с парашютными десантами противника на железнодорожном транспорте».

## Формирования
Представлены не все:
- 1-й истребительный батальон Ленинградского фронта
- 4-й истребительный батальон Ленинградского фронта
- 5-й истребительный батальон Ленинградского фронта

## В послевоенный период
После 1945 года истребительные отряды из местных жителей вместе с внутренними войсками участвовали в борьбе с УПА на Западной Украине и с «лесными братьями» в Прибалтике. В Литве членов истребительных отрядов официально называли «народными защитниками», а неофициально — стрибами (лит. stribai).
В течение 1944 года при всех городских и районных отделах НКВД Западной Украины создали истребительные батальоны численностью 100—200 человек. В 1948 году истребительные батальоны были реорганизованы в группы охраны порядка, которые существовали до 1954 года.
В Прибалтике истребительные батальоны также создавались при управлениях НКВД. Они были распущены к концу 1954 года.

## Оценка деятельности
Оценка деятельности истребительных батальонов противоречива. Одни учёные, исследователи, пропагандисты видели и видят в них реализацию исключительно охранительной функции, прежде всего, с точки зрения государственной и внутренней безопасности в годы Великой Отечественной войны. Другие рассматривали и рассматривают эти батальоны как карательные органы партии и правительства, резерв и опору территориальных структур НКВД в оккупированных территориях. Некоторые усматривали в их деятельности попытки реализации властями большевистского лозунга «всеобщего вооружения народа», подконтрольного организациям ВКП(б) советских республик для их борьбы с внешним и внутренним врагом, в государстве рабочих, крестьян и интеллигенции и так далее и тому подобное.
В отличие от другой военной мемуаристики, которая стала широко публиковаться в СССР с конца 1950-х годов, — в Воениздате и других центральных издательствах выходили целые книжные серии под названием «Военные мемуары», — воспоминаний бойцов и командиров истребительных батальонов не публиковалось до 1980-х годов (также как заградотрядов и штрафбатов, факт существования которых просто умалчивался цензурой, как и текст приказа № 227, который полностью был опубликован в открытой печати только в конце перестройки).
Глубокое изучение архивных материалов, научной литературы и периодических изданий исследователями даёт возможность проанализировать и дать объективную оценку действиям личного состава истребительных батальонов при выполнении заданий как по отражению агрессии Гитлера и его союзников, так и охране тыла. Помимо архивов, после развала СССР было множество публикаций воспоминаний очевидцев использования истребительных батальонов для подавления националистических формирований на территории Прибалтики, Молдовы, Украины и Белоруссии.